# Asynapta cactophila
Asynapta cactophila är en tvåvingeart som beskrevs av Gordon Allan Samuelson 1964. Asynapta cactophila ingår i släktet Asynapta och familjen gallmyggor.
Artens utbredningsområde är Arizona. Inga underarter finns listade i Catalogue of Life.